# ワシーリー・マクシモフ

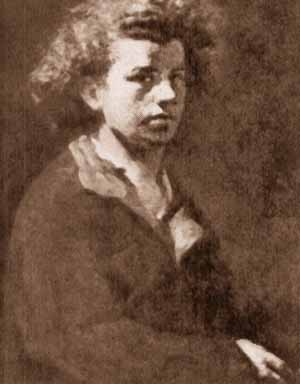
マクシモフの自画像

ワシーリー・マクシモヴィチ・マクシモフ（ロシア語: Василий Максимович Максимов; ラテン文字転写の例：Vassily Maximovich Maximov, 1844年1月29日 - 1911年12月1日 サンクトペテルブルク）はロシアの画家で、移動派の重鎮の一人。

## 略歴
ノーヴァヤ・ラードガ近郊のロピノ村に農民の家庭に生まれる。早くに孤児となったため、イコン制作店に務めるうちに初めて絵画を覚える。1863年にペテルブルク帝国美術アカデミーに入学し、イワン・クラムスコイの前例に倣ってクレストノフツェフが創設した「芸術家組合 «Арте́ль худо́жников»」に1864年に参加する（ただし翌年にこの組合は解散している）。1864年に制作した絵画「病める子ども Больное дитя」によってアカデミーから金メダルを授与される。
3年間でアカデミーの全課程を修了すると、（以前にクラムスコイが率いる学生集団が拒否したように）1865年にアカデミーの卒業試験に参加することを辞退した。本人の弁によると、確かに自分は国外で勉強することが必要であり、選抜試験の褒美の一つが留学だったのだが、それでもむしろロシアの村を調べたいと思ったのだという。美術アカデミーを卒業するとトヴェリ県のシュビノ村に移り住み、ゴレニシェフ＝クトゥーゾフ大公（ミハイル・クトゥーゾフの末裔）の絵画教師を務めて生計を立てながら、農村生活を描いた。
巡廻展覧会に出品された絵画「お婆さんの物語り Бабушкины сказки」（1867年）が受賞し、パヴェル・トレチャコフによって購入された。1872年に移動派に入会して、まもなく最も著名で精力的な同人のひとりとなった。イリヤ・レーピンはマクシモフを評して「移動派の土台となる、決して打ち砕かれることのない石」と述べた。
マクシモフの作品は農村生活を描いたものが多い。晩年の20年間に写実主義絵画は流行遅れとなっていたが、それでもなおマクシモフは、買い手がつかないような農村風景ばかりを描いていた。すっかり困窮して病身となり、ペテルブルクに歿した。

## 主要作品一覧

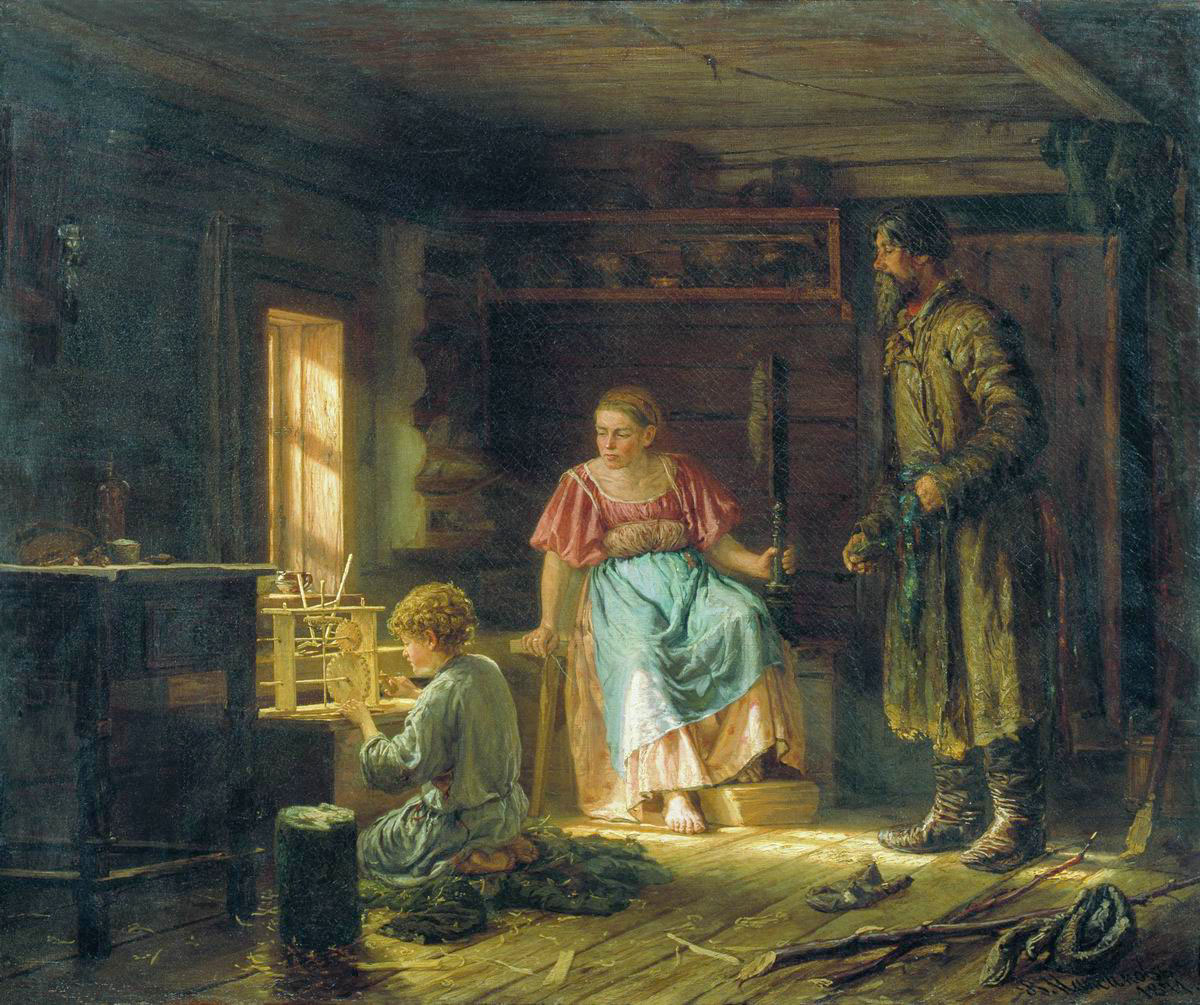
少年技師 1871年
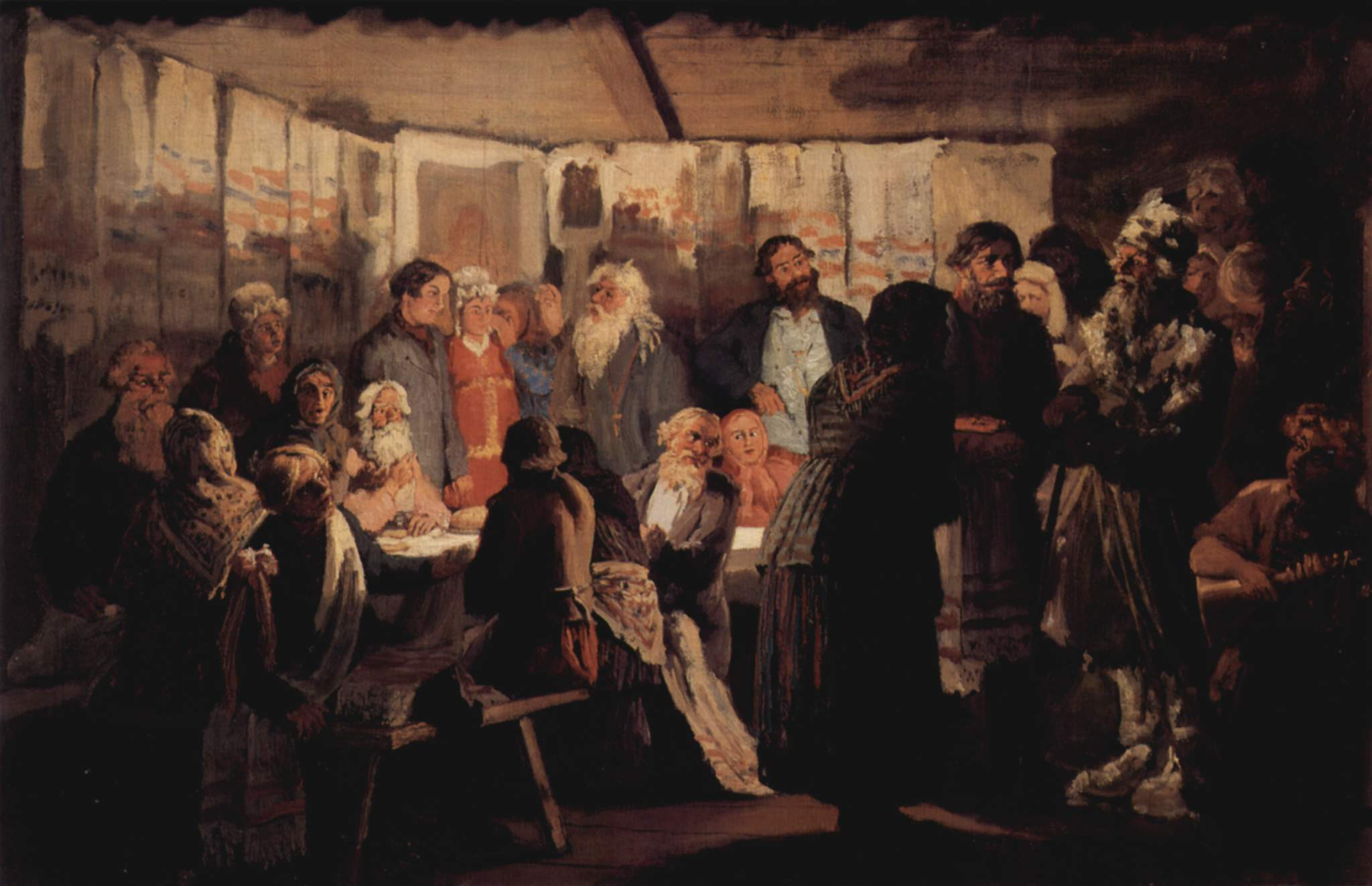
田舎の婚礼に来た魔術師 1874年/1875年
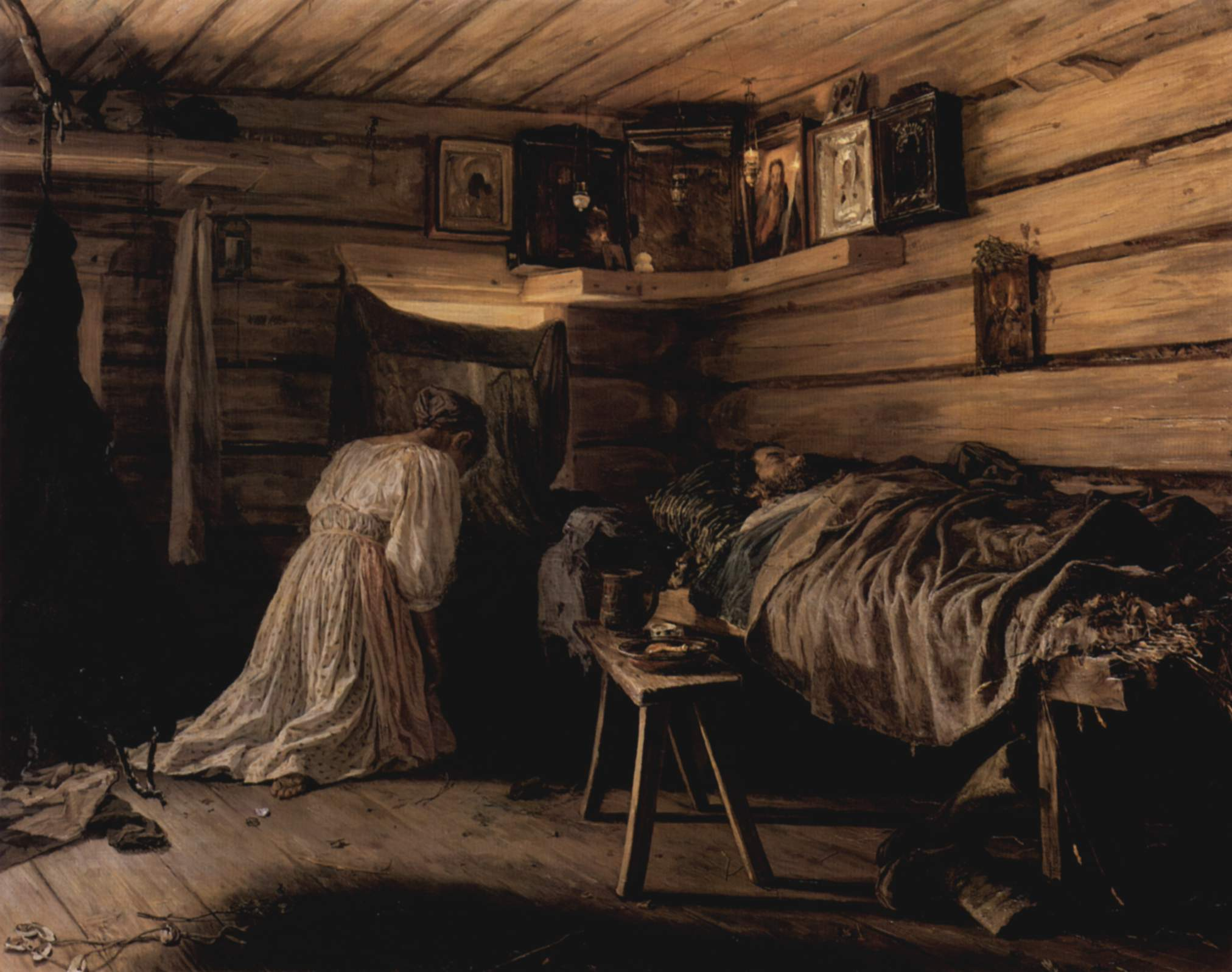
病める夫 1881年
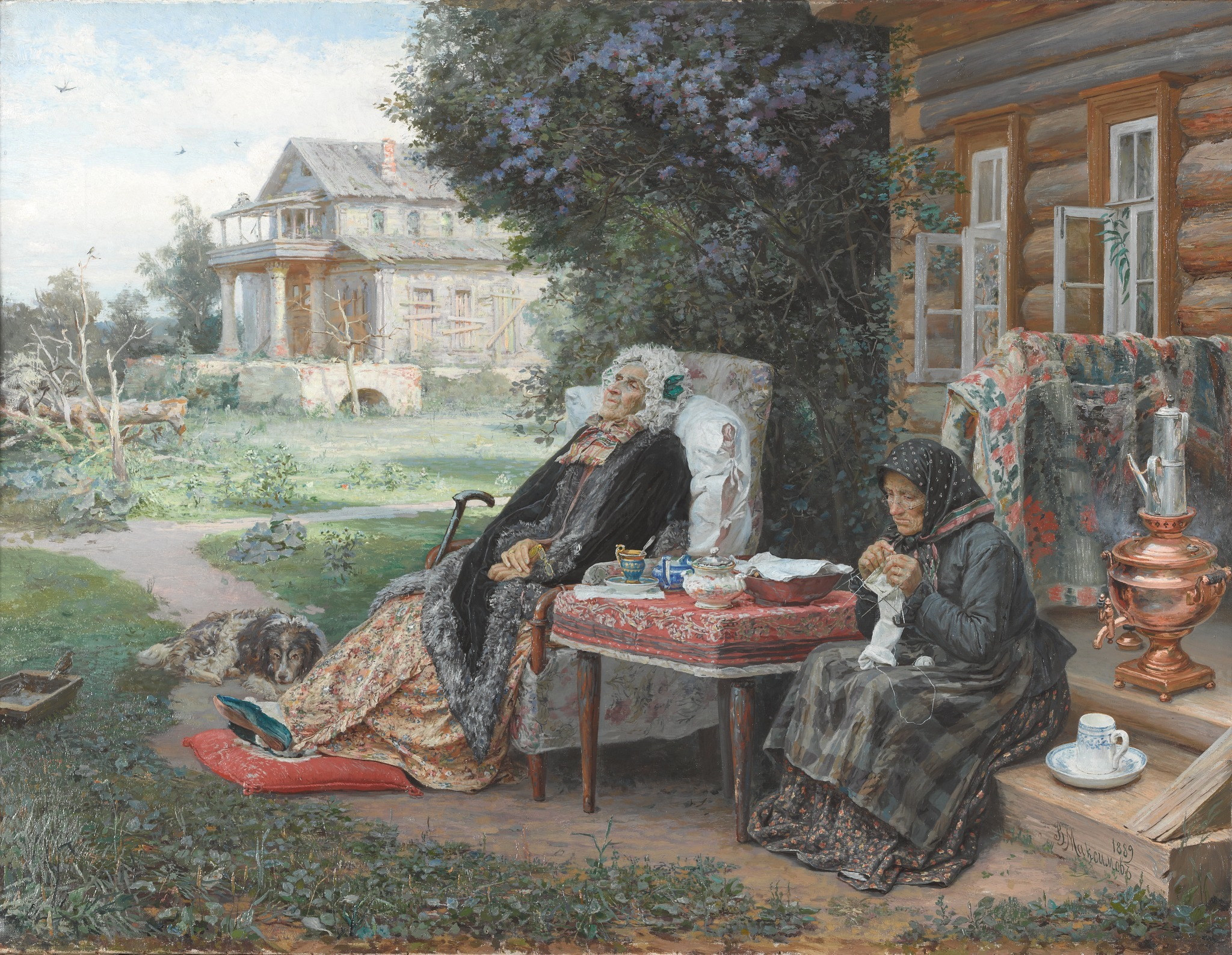
何もかもが過去の中 1889年